# Schietpartij in Baflo op 13 april 2011
De schietpartij in Baflo vond plaats op 13 april 2011. De schietpartij vond plaats in de buurt van het station van Baflo toen twee agenten de verdachte van een moord eerder die avond probeerden aan te houden. Een 48-jarige agent overleed aan zijn verwondingen. Zijn 22-jarige collega raakte gewond. De schutter werd kort na de schietpartij opgepakt.

## Verloop
De politie kwam rond acht uur naar de Heerestraat in Baflo na de melding van problemen in een appartementencomplex in het voormalig Rijkswaterstaatgebouw. Agenten troffen er het stoffelijk overschot aan van de 29-jarige Renske Hekman en startten een zoektocht naar de dader. De dader werd aangetroffen bij het station van Baflo alwaar het tot een schietpartij kwam. Bij deze schietpartij werd een 48-jarige agent van het verkeershandhavingsteam dodelijk getroffen toen hij, nadat hij zijn pepperspray had geprobeerd te gebruiken, zijn wapen trok en hem dat afhandig werd gemaakt door de verdachte. De verdachte raakte de motoragent in burger in zijn gezicht en in zijn schouder. Het schot in de schouder raakte een slagader en werd de agent fataal. Een 22-jarige agente raakte gewond. Ook een omstander werd geraakt door een kogel en raakte gewond. Collega's die op de schietpartij afkwamen slaagden erin de man te overmeesteren. Hierbij schoot de politie 30 keer op de verdachte en raakte de verdachte 5 keer.

## Dader
De dader was de uitgeprocedeerde asielzoeker Alasam Samarie, afkomstig uit Benin. Hij had een relatie met de 29-jarige vermoorde vrouw.

## Vonnis
In 2013 verklaarde de rechtbank Samarie toerekeningsvatbaar en legde hem 28 jaar gevangenisstraf op. Samarie ging in hoger beroep omdat hij volgens hem op de dag van de misdaden een psychose zou hebben gehad als gevolg van het gebruik van het antidepressivum Paroxetine. In hoger beroep oordeelde het hof in december 2014 dat Samarie ten tijde van de doodslag op Renske Hekman volledig ontoerekeningsvatbaar was wegens een acute psychose. De dood van de agent werd hem wel toegerekend. De psychose speelde daarin wel een rol maar niet in die mate dat hij volledig ontoerekeningsvatbaar was. Hij werd veroordeeld tot zes jaar cel en tbs met dwangverpleging.

## Herdenking
Op woensdag 20 april werd er een herdenking gehouden voor de slachtoffers, vooral voor de omgekomen politieagent. Verschillende politieagenten uit het hele land en de minister van Veiligheid en Justitie, Ivo Opstelten, waren aanwezig. Alle politiebureaus in de Provincie Groningen, op het hoofdbureau in Groningen na, waren gesloten. In de stad werden diverse omleidingen ingesteld om een colonne van politiewagens en de auto met daarin het lichaam van de politieagent veilig van Delfzijl naar de Groningse binnenstad te kunnen leiden. De herdenking  werd die middag gehouden in de Martinikerk te Groningen, deze werd live uitgezonden door de regionale omroep RTV Noord.

## Boek
Eddy Hekman, de vader van de vrouw, schreef samen met Samarie een boek over de zaak. Hij betoogt dat Samarie een rustige man was, die volledig was opgenomen in de familie. Hekman en Samarie vermoeden dat het gebruik van Paroxetine een grote rol bij het plegen van de gewelddaden heeft gespeeld.